# Influenzavirus A subtype H2N2
H2N2 is een subtype van het aviaire influenzavirus (vogelgriepvirus). H2N2 is door de jaren heen gemuteerd in verschillende virusstrengen, waaronder de Aziatische griep (nu uitgestorven), H3N2 of Hongkonggriep en verschillende andere strengen die in vogels aangetroffen worden.
H2N2 wordt geacht verantwoordelijk te zijn voor een pandemie in 1889.

## Aziatische griep
De "Aziatische griep" was een pandemische uitbraak van het aviaire influenzavirus (zie ook Influenzavirus A), dat zijn oorsprong had in China in 1957. Het verspreidde zich wereldwijd in datzelfde jaar en duurde tot 1958. Geschat wordt dat wereldwijd tussen de 1 en 4 miljoen mensen zijn omgekomen door het virus tijdens deze pandemie.

## Het virus en nieuwe virussen
De Aziatische griep was van het subtype H2N2. De notatie is afgeleid van de aangetroffen typen hemagglutinine, de 'H', en neuraminidase, de 'N', op de eiwitmantel van het virus. Een vaccin is in 1957 ontwikkeld om de uitbraak van het virus in te perken.
De Aziatische griep is later door antigene shift geëvolueerd tot het H3N2-virus, dat als de Hongkonggriep tussen 1968 en 1969 een minder ernstige pandemie veroorzaakte.